# Batmobile (fictieve auto)
De Batmobile is de fictieve auto van superheld Batman. Batman begon zijn avonturen in een simpele rode auto, maar naarmate de evolutie van Batman als superheld evolueerde, veranderde zijn auto ook. De Batmobile is in de meeste incarnaties een zwarte slanke auto voorzien van vleermuisvleugels. Vaak is de auto kogelvrij en kan hij veel explosies weerstaan. De auto die wordt gebruikt in de originele televisieserie is een variant op een werkelijk bestaande auto, namelijk de Lincoln Futura uit de jaren vijftig.

## Galerij

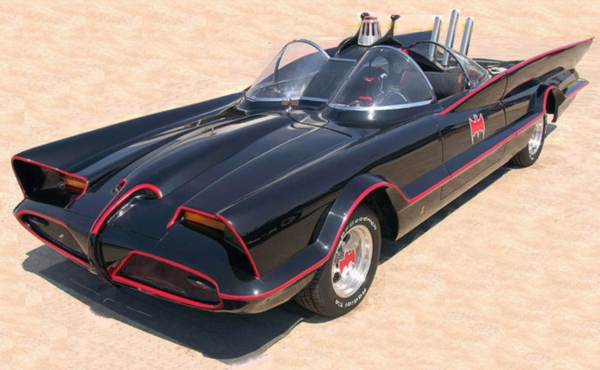
Batmobile uit de televisieserie (jaren '60)
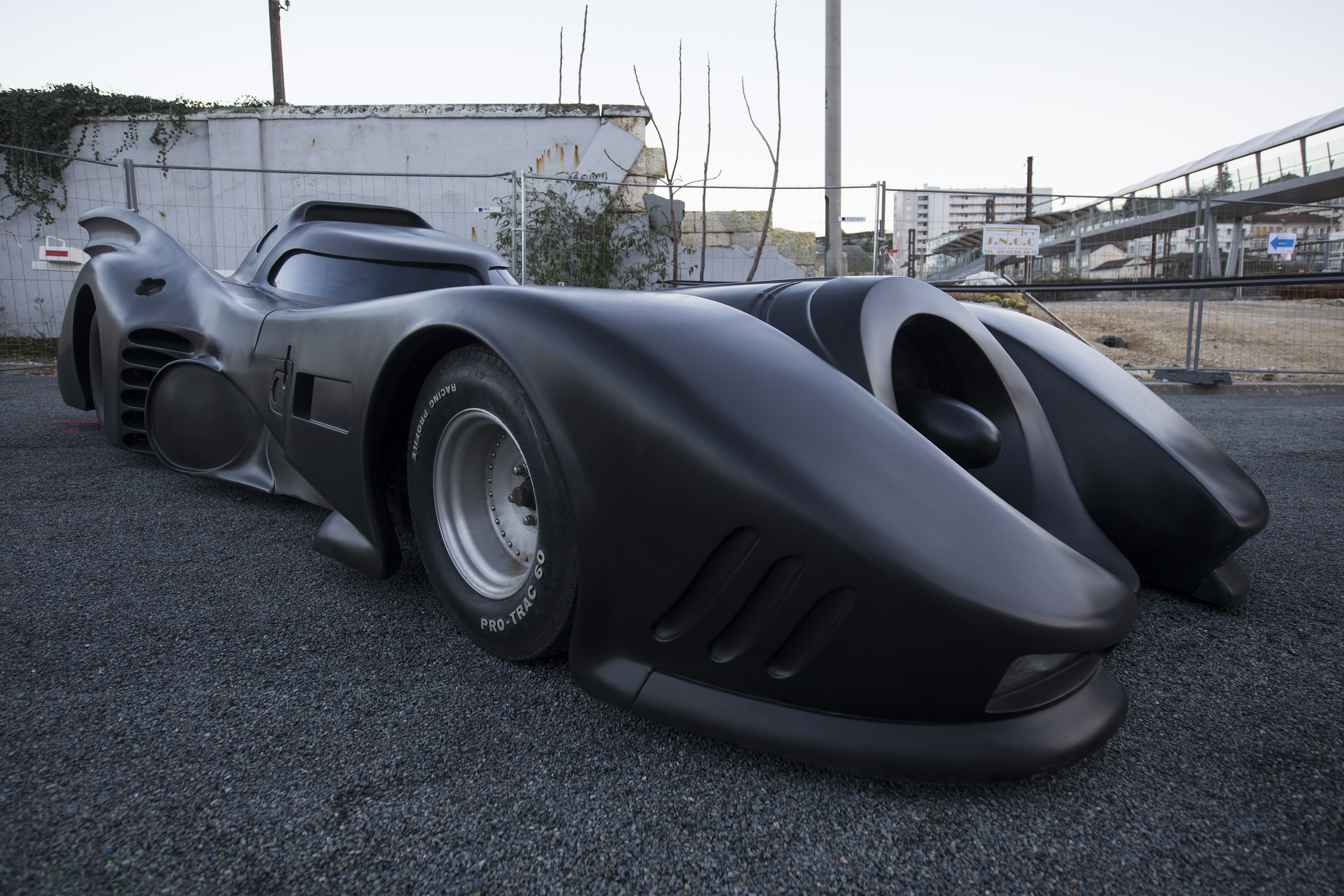
Batmobile uit de film Batman (1989)
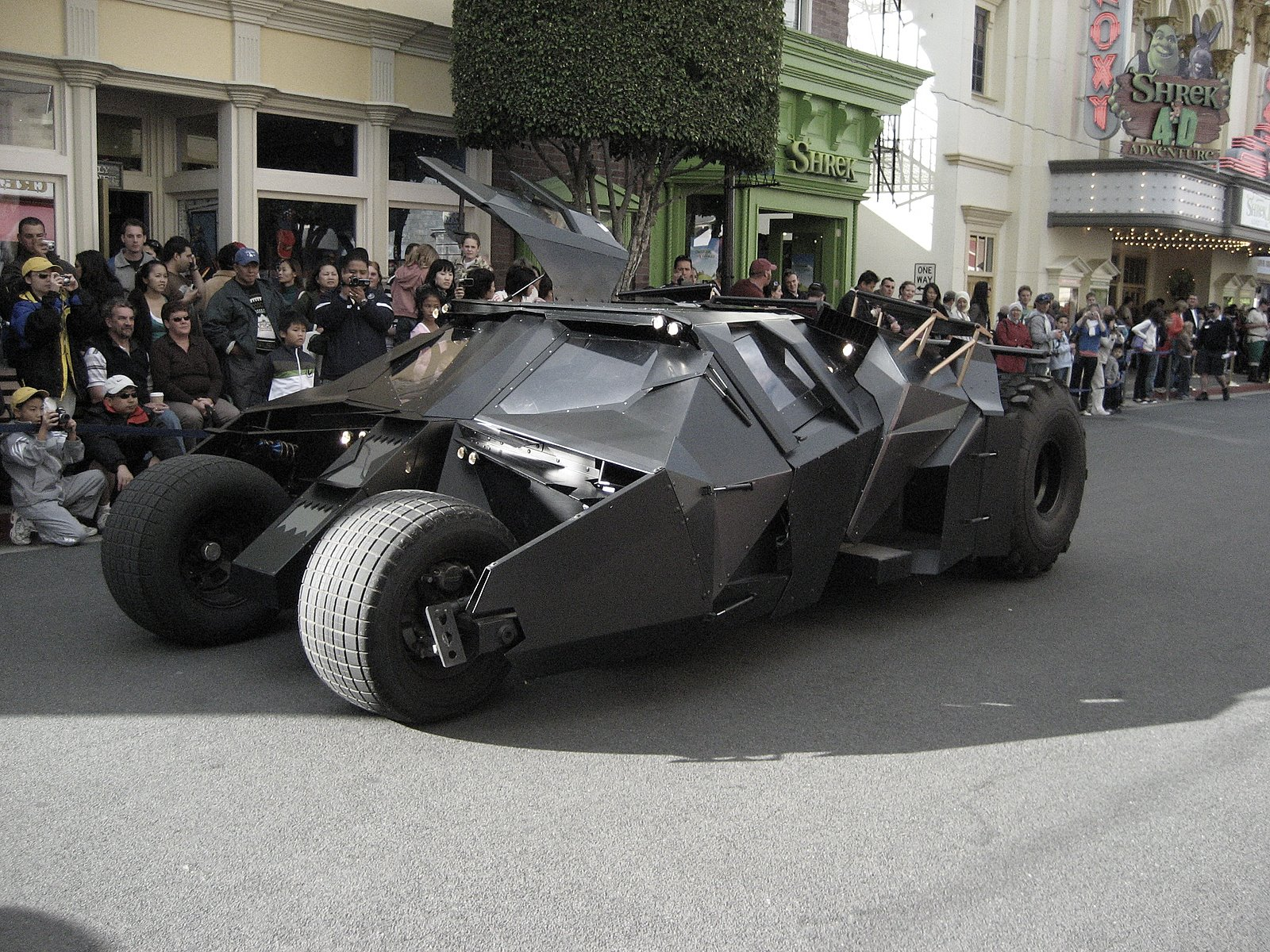
Batmobile uit The Dark Knight (2008)
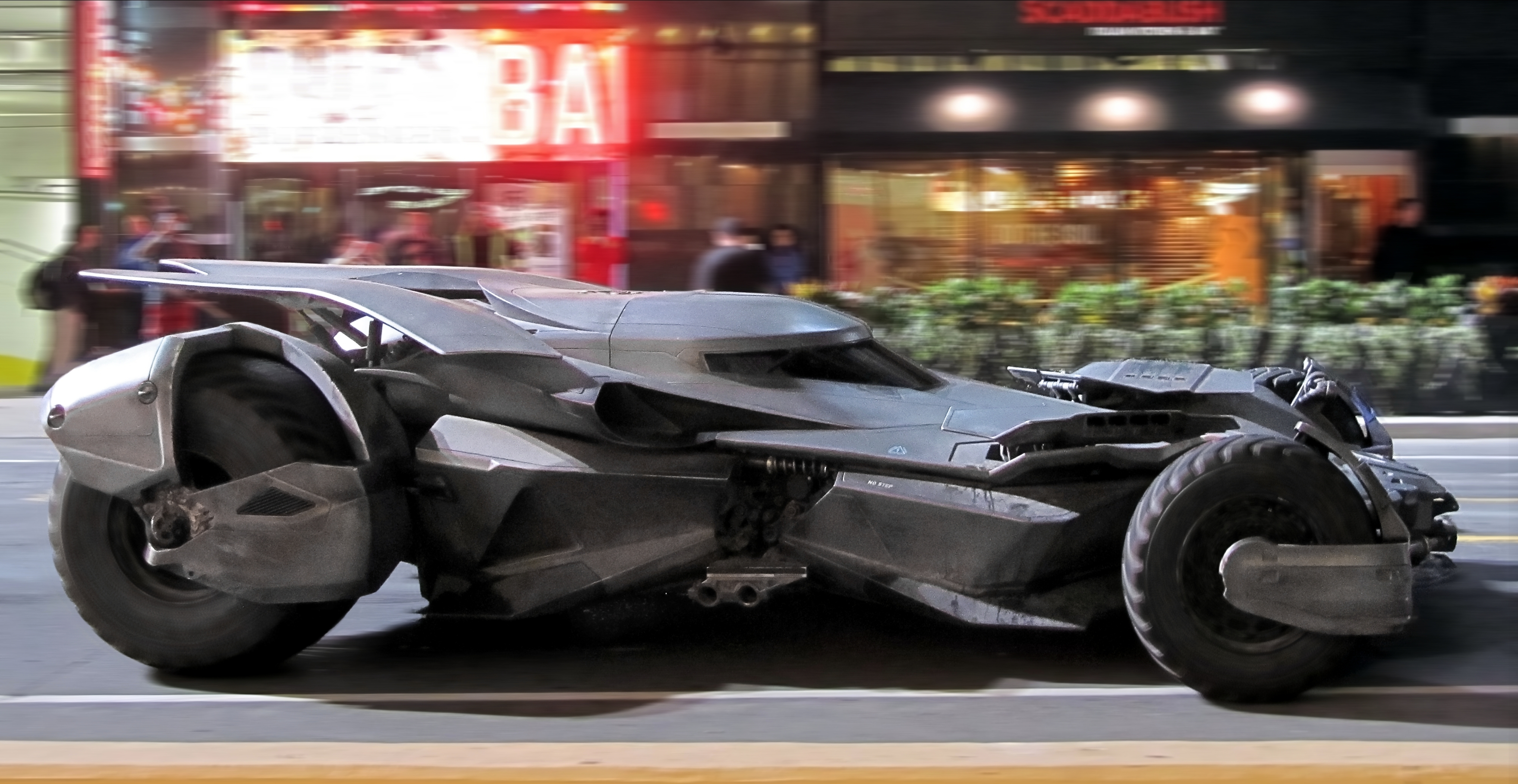
Batmobile uit Suicide Squad (2016)